# Aéroport de Rotterdam-La Haye
L'aéroport de Rotterdam-La Haye (code IATA : RTM • code OACI : EHRD) est un aéroport international néerlandais situé sur le territoire de la commune de Rotterdam. Il est le troisième aéroport des Pays-Bas après ceux d'Amsterdam-Schiphol et d'Eindhoven, avec un trafic annuel de 2,1 millions de passagers en 2022. Des liaisons quotidiennes sont assurées vers Londres, Hambourg et Berlin, auxquelles viennent s'ajouter plusieurs vols charter.
L'aéroport, situé à l'instar de Schiphol sous le niveau de la mer (−5 m), ouvre en 1956 sous le nom d'aéroport des Seize cours (vliegveld Zestienhoven en néerlandais), du nom du polder sur lequel il est construit. Il est cependant rebaptisé en tant qu'aéroport de Rotterdam après la reprise de sa gestion par le groupe Schiphol en 1990. Depuis 2010, il est officiellement dénommé Rotterdam The Hague Airport, en anglais, afin d'améliorer la visibilité des deux métropoles qui forment une grande agglomération.
L'aéroport est en effet situé entre les deux villes, à 8 kilomètres au nord du centre de Rotterdam et à 25 kilomètres au sud-est du centre de La Haye, ville siège du gouvernement des Pays-Bas. De ce fait, il constitue souvent l'aéroport où sont accueillis les dirigeants étrangers arrivant aux Pays-Bas.
Cet aéroport est évoqué dans la chanson Le Blues du businessman de l'opéra-rock Starmania (1979).

## Histoire
Après la Seconde Guerre mondiale, le gouvernement néerlandais décide qu'un deuxième aéroport d'envergure nationale (après Schiphol, desservant la capitale Amsterdam) est nécessaire. Avant la guerre, la ville de Rotterdam possédait un aéroport, l'aéroport de Waalhaven, mais ce dernier est préventivement détruit pour éviter son utilisation par les troupes d'invasion allemandes. Sa reconstruction étant inenvisageable, un nouvel emplacement doit être trouvé.
Le lieu choisi est le polder de Zestienhoven. La construction de l'aéroport débute en août 1955 et l'aéroport ouvre officiellement en octobre 1956, quelques mois avant le terminal l'année suivante. Bien que l'inauguration officielle prenne place le 1er octobre, un avion piloté par des Danois en provenance de France se pose à Rotterdam le 7 septembre, sans savoir que l'aéroport est encore fermé au trafic aérien.
Peu de temps après l'ouverture, plusieurs compagnies internationales telles que Swissair, Lufthansa et Air France ouvrent des liaisons vers et depuis Rotterdam. Cependant, dans les années 1970, existent des projets de déplacement ou de fermeture de l'aéroport pour des constructions de quartiers pavillonnaires, dus à une stagnation du trafic et au départ des grandes compagnies aériennes, certaines vers Schiphol. Cet aéroport majeur n'est en effet distant que de 58 kilomètres du centre de Rotterdam. Pendant une trentaine d'années, le projet de fermeture reste en suspens, mais la croissance économique qu'a connue le pays durant les années 1990 entraîne une augmentation du nombre de passagers et en 2001, il est décidé que l'aéroport restera actif au moins un siècle supplémentaire.

## Situation

### Carte des aéroports du Royaume des Pays-Bas
| Amsterdam Eindhoven Groningue Maastricht-Aix-la-Chapelle Rotterdam-La Haye |

| Bonaire Saba Saint-Eustache Curaçao Aruba Saint-Martin |

## Compagnies et destinations
| Compagnies                    | Destinations |
| ----------------------------- | --- |
| Blue Islands                  | En saison charter: Guernesey, Jersey |
| British Airways               | Londres-City |
| Corendon Airlines             | En saison : Antalya, Izmir-A. Menderes, Kayseri-Erkilet |
| Corendon Airlines Europe      | En saison: Al Hoceïma-Cherif Al Idrissi, Nador |
| Pegasus Airlines              | Kayseri-Erkilet En saison: Antalya, Istanbul-S. Gökçen |
| Swiss International Air Lines | Zurich |
| Transavia                     | - Al Hoceïma-Cherif Al Idrissi, - Alicante-Elche, - Barcelone-El Prat, - Édimbourg, - Faro, - Fès-Saïss, - Las Palmas/Gran Canaria, - Lisbonne-H. Delgado, - Malaga-Costa del Sol, - Nador, - Ténériffe-Sud Reine Sofia, - Valence En saison : - Almeria, - Bastia-Poretta, - Bergame-Orio al Serio, - Bergerac-Dordogne-Périgord, - Brindisi Papola/Casale, - Chambéry, - Corfou-I. Kapodístrias, - Dubrovnik, - Genève-Cointrin, - Gérone-Costa Brava, - Grenoble-Alpes-Isère, - Héraklion-N. Kazantzákis, - Ibiza, - Innsbruck-Kranebitten, - Klagenfurt, - Kos, - Lanzarote-Arrecife, - Montpellier-Méditerranée, - Palerme Falcone-Borsellino, - Palma de Majorque, - Pérouse-Sant'Egidio , - Pula, - Rome Léonard-de-Vinci/Fiumicino, - Salzbourg-W. A. Mozart, - Split, - Tanger, - Toulon-Hyères, - Zadar En saison Charter : Rovaniemi |
| TUI fly Belgium               | En saison : Marrakech-Ménara , Oujda-Les Angades |
| TUI fly Netherlands           | Fuerteventura, Lanzarote-Arrecife, Las Palmas/Gran Canaria, Ténériffe-Sud Reine Sofia En saison: - Antalya, - Charm el-Cheikh, - Héraklion-N. Kazantzákis, - Hurghada, - Kittilä, - Kos, - Kuusamo, - Palma de Majorque, - Rhodes-Diagoras, - Zante D.-Solomós |

Édité le 18/01/2020  Actualisé le 28/12/2022

## Statistiques
Le graphique qui aurait dû être présenté ici ne peut pas être affiché car il utilise l'ancienne extension Graph, désactivée pour des questions de sécurité. Des indications pour créer un nouveau graphique avec la nouvelle extension Chart sont disponibles ici.

Voir la requête brute et les sources sur Wikidata.
| Année | Mouvements | Passagers | Fret (tonnes) |
| ----- | ---------- | --------- | ------------- |
| 2006  | 33 516     | 1 037 971 | 15            |
| 2007  | 33 601     | 1 060 044 | 18            |
| 2008  | 31 952     | 986 789   | 15            |
| 2009  | 29 302     | 921 840   | 5             |
| 2010  | 28 505     | 922 569   | 21            |
| 2011  | 29 117     | 1 075 202 | 47            |
| 2012  | 27 575     | 1 186 539 | 46            |
| 2013  | 29 497     | 1 488 572 | 54            |
| 2014  | 28 826     | 1 624 877 | 91            |
| 2015  | 29 144     | 1 639 383 | 80            |
| 2016  | 29 157     | 1 643 993 | 77            |
| 2017  | 26 249     | 1 732 692 | 12            |
| 2018  | 28 945     | 1 908 158 | 0             |

## Source
- (en) Cet article est partiellement ou en totalité issu de l’article de Wikipédia en anglais intitulé « Rotterdam The Hague Airport » (voir la liste des auteurs).